# 내 것이 더 좋아
"내 것이 더 좋아"(Mines Are Better)는 한국에서 제작된 이형표 감독의 1969년 영화이다. 서영춘 등이 주연으로 출연하였고 곽정환 등이 제작에 참여하였다.

## 출연

### 주연
- 서영춘
- 도금봉
- 구봉서
- 고은아

## 기타
- 조명: 김동포
- 미술: 홍성칠